# 梨海琳
梨海琳（英語：Poire belle Hélène）是一种用糖浆浸泡梨子制成的甜点，与香草冰激凌和巧克力糖浆一起享用。它是由奥古斯特·埃斯科菲耶在1864年左右创造的，并以雅克·奥芬巴赫的歌剧《美丽的海伦》命名。简单版本用罐头梨和杏仁片取代水煮梨。